# 羅志祥
羅 志祥（ルオ・ジーシァン、英: Show Low、1979年7月30日 - ）は、台湾の歌手、俳優、タレント。

## 概要
父親が漢人で、母親が原住民族のアミ族。:身長：180cm。血液型：A型。あだ名は小豬。（シャオジュウ、子ブタちゃんという意味。）
歌、ダンス、ドラマ、映画、司会と幅広い活動で中国を代表するマルチアイドルで芸能活動のみならず、ファッションブランドの「Stage」も手掛けた。
1996年にユニット「四大天王」の一員としてデビュー（他のメンバーは欧漢声（欧弟）、陳顯政、陳中威）。
その後、欧漢声とのユニットでもある「羅密歐（ロミオ）」など様々な活動を経て2003年にソロデビュー。
脱力系ユニット「Party Boys」、「單飛比較紅」にも所属している。
2002年、フジテレビの「亞洲進行式」の司会を務め日本に半年間滞在。2004年2月、「第1回日中友好歌謡祭」に参加。台湾エイベックスに所属していた2006年、倖田來未とのデュエット曲「Twinkle」をリリースするなど日本のマーケットを視野に入れた活動を展開している。2011年7月20日には、「獨一無二」の日本版アルバム「Only For You」で日本デビューした。
2013年、飛輪海から引き継いで台湾観光イメージキャラクターに就任。
2017年9月30日、金鐘奨で綜藝節目主持人獎（バラエティ司会者賞）を受賞。
2020年4月24日、9年間の交際の末に別れた元恋人がその私生活の乱れや裏切りをSNS上で暴露。羅の今後の芸能活動にも大きな影響をもたらす騒ぎとなっている。

## 人物
- 親日家で、日本にまつわる多数のエピソードがある。
  - 日本の芸人の一発芸をよく真似する。中でも十八番は志村けんの「アイーン」と「だっふんだ」。
  - ドン・キホーテが大好きで、ドン・キホーテに来ると日本に来たと実感する。
  - 好きな日本人：木村拓哉（SMAP）、志村けん
  - 好きな日本食：すき焼き、ラーメン（一蘭など）、すき家、焼肉、たこ焼き、CoCo壱番屋、どら焼き。大阪に来ると毎回ぜんざいと豚まんを食べている。
  - 口癖は「ずるい」。
  - 台湾の自宅ではケーブルテレビの日本専門チャンネルと契約しており、日本のドラマやバラエティを視聴している。
  - 日本のバラエティ番組を見て日本語を覚えたため、日本語のしゃべり方が「チャラい」と評される。
  - 歴代仮面ライダー、ウルトラマンを言うことができると自称している。ドラえもんも好きである。
  - 元々の英語名はAlanであったが、日本でTRFのSAMのダンスレッスンを受けたとき「祥（しょう）」と呼ばれていたことや、「魅せる」と言う意味との掛け言葉でShowに変更した。
  - 2011年3月11日の東日本大震災の際には多額の義援金を送った。
  - 愛犬の名前は「Yuki」で、日本語の「雪」に由来する[4]。
- 英語は苦手。
- 好きな台湾の夜市料理は魯肉飯（ルーロウハン）。苦手な食べ物は野菜、チョコレート、コーヒー。また、飲酒はほとんどしない。
- 買い物が趣味で、自宅に靴は3000足以上ある。日本に滞在中は原宿、渋谷、新宿でよく買い物をする。
- ヒョウ柄とクロムハーツを好む。
- 左耳の2つのダイヤモンドピアスがトレードマークであるが、たまに違うピアスをしていることもある。肌身離さず身につけているネックレスは2005年7月に他界した父親との思い出の品である。
- いたずら好きで、司会をする番組に来るゲストの女性をよく驚かせている。2011年4月1日のシドニーのライブ中に死んだふりをしたことは有名である。
- 体重の増減が激しく、2012年1月17日時点では77kgであった(娛樂百分百)。2016年10月では60kg。
- 動物好きで、拾ってきた犬などの動物を家で何十匹も飼っている。
- 台湾の兵役は持病（本人曰く「心臟二尖瓣膜閉鎖不全症」、「髕骨軟化症」）のため、免除となった。
- ダンスの振り付けは台湾の「DANCE SOUL」というスタジオで練習している。同スタジオに所属しているダンサーが台湾でのコンサートのバックダンサーをほぼ全て務めている。ダンサーのうちテリーは振り付け師として、大目はダンス講師としても有名である。
- 2009年9月19日に韓国ソウルで開催された「2009アジア・ソング・フェスティバル」では、台湾アーティスト代表としてトップバッターを務めた。
- 2012年より「亞洲舞王」（アジアのダンスキング）と自称して宣伝活動を行う。
- 2013年8月3日に国立代々木競技場体育館で開催された「a-nation2013」にて大とりを務める倖田の出演時にシークレットゲストとして登場し、倖田とのデュエット曲「twinkle」を熱唱した。
- 2013年8月5日に国立代々木競技場体育館で開催された「a-nation2013」にて台湾代表として出演。自身の曲を日本語、中国語、英語で熱唱し会場を沸かせた。
- 2013年9月28日、渋谷公会堂にて一年越しのライブを行った。終演後の観客の声援に応えたアンコールを含め、2時間の公演だった。
- 2016年1月16日、台湾出身のアイドルである周子瑜の事件を受けて「我々はみな中国人だ」と発言。台湾人ではなく中国人アーティストであるという立場を明確に主張した[5]。
- 2007年5月4日に超能力者 周欽南に「女性関係・性行為を10年間断てば芸能界で長く大活躍できる」と禁欲を告げられた後、羅の芸能活動は絶好調となり、収入は台湾人スターの中でトップ3入りを果たした[6][7]。しかし2009年にインターネットで出会いを求めていたと報道されており[8]、禁欲5年目の2011年には白龍王の進言を破り、女性と交際開始[9][10]。その後、女性と破局し2020年4月24日にその女性に浮気や女性問題を暴露された後にスキャンダルとなり、アンチが爆発的に増加し、メディアやテレビ出演などが削除され、報道機関が「今後の芸能活動はあらゆる仕事を失う可能性が大きく、その損失額は13億円」と報道した[9][10]。

## 日本での共演者
- Pure Boys（八神蓮、永岡卓也)(MADE IN BS JAPAN)
- 星野卓也(Nico生、MAGIC発売イベント＠東京)
- 石田純一(MAGIC発売イベント＠東京)
- あきげん(web)
- 佐藤麻衣(MADE IN BS JAPANアジア スキ、麻衣的亜州電波)
- うじきつよしなど(MADE IN BS JAPANアジア スキ)
- 我が家(web)
- 阿部力、田中直樹(NHK テレビで中国語、後に娛樂百分百でも共演する。)
- フットボールアワー後藤、チュートリアル徳井、シェリー、クロちゃん、オードリー春日俊彰など(2012年6月6日芸能BANG)
- 久本雅美、いとうあさこ、SAMなど(メレンゲの気持ち)
- ベッキー(ハッピーMusic)

## 出演

### ドラマ
- 『當我們窩在一起』（1998年）- 林明宗 役
- 『少年梁祝梁山伯與祝英台』（2000年）- 梁山伯 役
- 『女生向前走』（2000年）- 羅嘉西 役
- 『麻辣鮮師』（2001年）- 余志祥 役
- 『台湾版 朝倉くん ちょっと!〜Hi!上班女郎』（2003年）- 鄭達倫 役
- 『アウトサイダー〜闘魚〜鬥魚2〜』（2004年）
- 『ホントの恋の*見つけかた』（2007年）- チンラン（秦朗） 役
- 『ホット・ショット〜籃球火〜』（2008年）- ユエン・ターイン（元大鷹） 役
- 『僕のSweet Devil』（2009年）- シュエ・ハイ（薛海）/リン・ダラン（林達浪） 役
- 『深圳合租記』（2014年）- 宋小雷 役

### 映画
- 神探兩個半人之學校有鬼（1999年）- 羅志祥 役
- 蘋果咬一口（2001年）- 周家祥 役
- 西遊記〜はじまりのはじまり〜（2013年）- 空虚王子 役
- 人魚姫（2016年）- タコ兄 役
- ポリス・ストーリー REBORN（2017年）- リスン 役

### ショートムービー
- 再一次心跳（2012年）- 李衛成 役

### アニメ
- チキン・リトル　中国語版吹き替え
- ビー・ムービー　中国語版吹き替え

### TV司会担当
- 「亞洲進行式」（倖田來未とのフジテレビ番組）（2002年放送＠台湾）
- 「綜藝這個禮拜六最好笑」（2004年7月〜12月放送＠台湾）
- 「冷知識轟趴」（2004年8月7日放送スタート＠台湾）
- 「綜藝95995」（2004年12月15日放送スタート＠台湾）
- 「歡樂一路發」（2005年7月29日放送スタート＠台湾）
- 「娛樂百分百」（放送OA中＠台湾）

### 日本デビュー前の日本のテレビ出演
- 「めちゃ×2イケてるッ！台湾少年愚連隊ボカスカジャンスペシャル」（2001年4月7日放送＠フジテレビ）
- 「東京MXゴールデンアワー」生出演　（2010年1月13日）
- 「アジアン・アイドルＴＶ魅力爆発！Ｋ－ＰＯＰ＆イケメンワールド」（2011年2月26日 3月30日 放送＠NHK BS2）
- 「MADE IN BS JAPAN」（2011年6月9日 2012年2月14日）

### 日本デビュー後のテレビ出演
- アジアスキ　生出演（2012年2月14日）
- ほっと＠アジアNHK（2012年）
- ハッピーMusic（2012年6月エンディングテーマ＆6月22日出演)
- 芸能BANG（2012年6月6日ゲスト）
- 中京テレビ「キャッチ！」　生出演(2012年6月21日)
- ABC朝日放送「おはよう朝日です」　生出演(2012年6月22日)
- MBS「プリ・プリ」　生出演(2012年6月22日)
- NHK総合テレビ「あほやねん！すきやねん！」　生出演(2012年6月22日)
- 名古屋テレビ「昼まで待てない！」　生出演(2012年6月23日)
- NHK テレビで中国語 (2012年7月3日・10日ゲスト)
- メレンゲの気持ち(2012年9月8日)

### CM/イメージキャラクター
- 2022年　冠軍晶粹飲[11]
- 2023年　康師傅 牛肉麵[12]

## 音楽

### アルバム
- Show Time（2003.12.5）Avex  … 自分で日本語のRAPを作る曲「Show Time」
- 達人Show（2004.10.22）Avex
- 催眠Show（2005.10.14）Avex
- SPESHOW（2006.11.17）Avex  … 倖田來未とのデュエット曲「Twinkle」と菊池一仁による曲「砕砕念」を収録、三宅尚子「幸福猶人」MVに出演
- 舞所不在（2007.11.16）EMI Capitol
- 潮男正傳（2008.12.26）金牌大風
- 羅生門（2010.1.15）金牌大風
- 舞者為王remix混音極選（2010.5.12）金牌大風
- 獨一無二（2011.2.18）金牌大風
- Only For You（2011.7.20）ポニーキャニオン　…　（日本デビュー「獨一無二」の日本版アルバム）
- 有我在（2012.4.6）金牌大風
- The Show（2012.9.19）ポニーキャニオン
- 舞極限（2012.11.23）金牌大風
- 舞極限〜Over The Limit〜（2013.3.13）ポニーキャニオン　…　（台湾ベスト版アルバム「舞極限」の日本版）
- 獅子吼（2013.11.8）SONY MUSIC (TAIWAN)
- 真人秀?（2015.11.20）環球音樂
- REALITY SHOW?（2016.2.17）ポニーキャニオン　…　（台湾版アルバム「真人秀?」の日本版）

### シングル
- 『歌舞青春2』原聲帶「アジア豪華超值版」-「必殺技」（2007.8.31）

※SHOW 名義
- 『DANTE』 （2012.2.15 日本版発売）ポニーキャニオン
- 『MAGIC (SHOWの曲) 』 （2012.6.20 発売）ポニーキャニオン
- 『Fantasy (SHOWの曲) 』 （2014.2.12 発売）ポニーキャニオン

### DVD-Video
- 残酷舞台 真実録 LIVE DVD（2008.7.11）EMI Capitol
- 生命之舞BORN TO DANCE LIVE TOUR DVD（2011.11.11)金牌大風

### 参加作品
- 「飆汗」（容祖兒 feat.羅志祥）
- 「WOW」（蕭亞軒 feat.羅志祥）（『羅生門』も収録）
- 「In Your Eyes」（羅志祥 & 楊丞琳）（『羅生門』も収録）
- 「初戀」（川島茉樹代）MVに出演
- 「挑釁」（信樂團）MVに出演
- 「希望」（何潔）MVに出演
- 「這句話」（周筆暢）MVに出演
- 「陪我到以後」（王心凌 feat.羅志祥）MVに出演
- 「靚仔」（安心亞 feat.羅志祥）MVに出演

## 書籍
- 『羅志祥豬式會社』（2002.9.30） ISBN 9578033923
- 『我愛大明星—驚歎號』（2006.3.8）（蔡依林と楊丞琳と黃立行による共著） ISBN 9861361219
- 『羅志祥Show On Stage進化三步曲』（2007.10.10）ISBN 9789861361475
- 『羅輯課』（2010.12.24）ISBN 9789578037908
- 『澳漫生活』（2011.8.5）ISBN 9787122120014

## 慈善活動
- 2024年　全聯佩樺圓夢社會福利基金會 「情緒困擾兒少服務計畫」[13]